# Robert Sadowski
Robert Sadowski (n. 16 august 1914, Cernăuți, Austro-Ungaria – d. 2000) a fost un fotbalist român, care a jucat pentru echipa națională de fotbal a României la Campionatul Mondial de Fotbal din 1938 (Franța) în meciul România - Cuba (1-2).

## Titluri
- Cupa României: 1940, 1941, 1942